# Sylwia Pelc
Sylwia Pelc (ur. 30 listopada 1990 w Krzemienicy) – polska siatkarka grająca na pozycji środkowej. Od sezonu 2018/2019 występuje w drużynie AZS Politechnika Śląska Gliwice. Jest absolwentką Szkoły Mistrzostwa Sportowego PZPS w Sosnowcu.
Reprezentantka Polski seniorek, a wcześniej juniorek. W 2011 dostała powołanie na World Grand Prix siatkarek przez szkoleniowca reprezentacji Alojzego Świderka.

## Sukcesy klubowe
Mistrzostwo Polski:
- 2017

Mistrzostwo I ligi:
- 2018